# Ivy Bridge
Ivy Bridge je kódové označení pro třetí generaci mikroarchitektury procesorů, které vyvíjí firma Intel. Ty na trhu nahradily starší, 32nm procesory Sandy Bridge. Ivy Bridge procesory jsou zpětně kompatibilní s platformou Sandy Bridge, ta ale může vyžadovat aktualizaci firmwaru.
Společnost Intel vydala nové 7-série Panther Point čipsety s integrovaným USB 3.0 pro doplnění Ivy Bridge. Quad-core a dual-core-mobile modely byly uvedeny na trh 29. dubna a 31. května 2012. Procesor Core i3 pro stolní počítače se objevil na trhu ve třetím čtvrtletí roku 2012.

## Vlastnosti
Ivy Bridge oproti Sandy Bridge přináší:
- Tri-gate ("3-D") technologie tranzistoru (až o 50 % menší spotřeba při stejném výkonu než Planar (ploché) "2-D" tranzistory.
- Podpora PCI Express 3.0.
- Maximální násobič zvýšen na 63 (Sandy Bridge má 57).
- Podpora RAM až do 2800 MT/s v 200 MHz násobcích.
- Integrovaná grafika má 6 nebo 16 exekučních jednotek (EU), Sandy Bridge má 6 nebo 12.
- Intel HD Graphics s podporou DirectX 11, OpenGL 3.1, a OpenCL 1.1. OpenGL 4.0 je podporováno s 9.17.10.2792 a novějšími WHQL drivery.
- Nový generátor náhodných čísel a RdRand instrukce, s označením Bull Mountain.
- DDR3L a konfigurovatelné TDP pro notebookové procesory.
- Podpora videa v rozlišení 4K.
- Intel Quick Sync Video.

## Výkon
V porovnání se Sandy Bridge:
- Výkon CPU zvýšen o 5-15%
- Výkon GPU zvýšen o 25-68%

## Porovnání parametrů
| Ivy Bridge      | Ivy Bridge | Ivy Bridge | Ivy Bridge | Ivy Bridge        | Ivy Bridge     | Ivy Bridge                             |                   | Sandy Bridge (předchůdce) | Sandy Bridge (předchůdce) | Sandy Bridge (předchůdce) | Sandy Bridge (předchůdce) | Sandy Bridge (předchůdce) | Sandy Bridge (předchůdce) | Sandy Bridge (předchůdce)              |
| Označení        | Jader      | Cache      | GPU EU     | Počet tranzistorů | Velikost jádra | Patice                                 | Označení          | Jader                     | Cache                     | GPU EU                    | Počet tranzistorů         | Velikost jádra            | Patice                    |                                        |
| --------------- | ---------- | ---------- | ---------- | ----------------- | -------------- | -------------------------------------- | ----------------- | ------------------------- | ------------------------- | ------------------------- | ------------------------- | ------------------------- | ------------------------- | -------------------------------------- |
| Ivy Bridge-M-2  | 2          | 3 MB       | 6          |                   | 94 mm2         | LGA 1155, rPGA988B, BGA-1224, BGA-1023 |                   | Sandy Bridge-M-2          | 2                         | 3 MB                      | 6                         | 504 milionů               | 131 mm2                   | LGA 1155, rPGA988B, BGA-1224, BGA-1023 |
| Ivy Bridge-H-2  | 2          | 4 MB       | 16         |                   | 118 mm2        | LGA 1155, rPGA988B, BGA-1224, BGA-1023 | Sandy Bridge-H-2  | 2                         | 4 MB                      | 12                        | 624 milionů               | 149 mm2                   |                           | LGA 1155, rPGA988B, BGA-1224, BGA-1023 |
| Ivy Bridge-HE-4 | 4          | 8 MB       | 16         | 1.4 miliardy      | 160 mm2        | LGA 1155, rPGA988B, BGA-1224, BGA-1023 | Sandy Bridge-HE-4 | 4                         | 8 MB                      | 12                        | 995 milionů               | 216 mm2                   |                           | LGA 1155, rPGA988B, BGA-1224, BGA-1023 |
| Ivy Bridge-HM-4 | 4          | 6 MB       | 6          |                   | 133 mm         | LGA 1155, rPGA988B, BGA-1224, BGA-1023 | Sandy Bridge-EP-4 | 4                         | 10 MB                     | N/A                       | 1,27 miliard              | 294 mm2                   | LGA 2011                  |                                        |
|                 |            |            |            |                   |                |                                        | Sandy Bridge-EP-8 | 6∗/8                      | 20 MB                     | N/A                       | 2,27 miliard              | 435 mm2                   | LGA 2011                  |                                        |

∗S deaktivovanými jádry.

## Seznam Ivy Bridge procesorů
Procesory, které mají Intelovskou grafickou kartu HD 4000 (nebo HD P4000 v případě Xeonů) jsou tučně. Ostatní procesory mají HD 2500 a ty bez grafiky mají v kolonce frekvence grafiky "N/A".

### Desktopové procesory
| Cílení                     | Jader (Vláken) | Označení procesoru | Označení procesoru | Takt procesoru | Takt procesoru | Takt grafiky | Takt grafiky | L3 Cache | TDP  | Datum začátku prodeje | Cena dle Intelu (BOX) | Základní deska | Základní deska    | Základní deska                      |
| Cílení                     | Jader (Vláken) | Označení procesoru | Označení procesoru | Základ         | Turbo          | Základ       | Turbo        | L3 Cache | TDP  | Datum začátku prodeje | Cena dle Intelu (BOX) | Socket         | Rozhraní          | Paměť                               |
| -------------------------- | -------------- | ------------------ | ------------------ | -------------- | -------------- | ------------ | ------------ | -------- | ---- | --------------------- | --------------------- | -------------- | ----------------- | ----------------------------------- |
| Performance (vysoký výkon) | 4 (8)          | Core i7            | 3770K              | 3.5 GHz        | 3,9 GHz        | 650 MHz      | 1150 MHz     | 8 MB     | 77 W | 23.4.2012             | $342                  | LGA 1155       | DMI 2.0 PCIe 3.0∗ | Až do DDR3-1600 v dual channelu     |
| Performance (vysoký výkon) | 4 (8)          | Core i7            | 3770               | 3,4 GHz        | 3,9 GHz        | 650 MHz      | 1150 MHz     | 8 MB     | 77 W | 23.4.2012             | $305                  | LGA 1155       | DMI 2.0 PCIe 3.0∗ | Až do DDR3-1600 v dual channelu     |
| Performance (vysoký výkon) | 4 (8)          | Core i7            | 3770S              | 3,1 GHz        | 3,9 GHz        | 650 MHz      | 1150 MHz     | 8 MB     | 65 W | 23.4.2012             | $305                  | LGA 1155       | DMI 2.0 PCIe 3.0∗ | Až do DDR3-1600 v dual channelu     |
| Performance (vysoký výkon) | 4 (8)          | Core i7            | 3770T              | 2,5 GHz        | 3,7 GHz        | 650 MHz      | 1150 MHz     | 8 MB     | 45 W | 23.4.2012             | $305                  | LGA 1155       | DMI 2.0 PCIe 3.0∗ | Až do DDR3-1600 v dual channelu     |
| Mainstream (základ)        | 4 (4)          | Core i5            | 3570K              | 3,4 GHz        | 3,8 GHz        | 650 MHz      | 1150 MHz     | 6 MB     | 77 W | 23.4.2012             | $225                  | LGA 1155       | DMI 2.0 PCIe 3.0∗ | Až do DDR3-1600 v dual channelu     |
| Mainstream (základ)        | 4 (4)          | Core i5            | 3570               | 3,4 GHz        | 3,8 GHz        | 650 MHz      | 1150 MHz     | 6 MB     | 77 W | 31.5.2012             | $213                  | LGA 1155       | DMI 2.0 PCIe 3.0∗ | Až do DDR3-1600 v dual channelu     |
| Mainstream (základ)        | 4 (4)          | Core i5            | 3570S              | 3,1 GHz        | 3,8 GHz        | 650 MHz      | 1150 MHz     | 6 MB     | 65 W | 31.5.2012             | $205                  | LGA 1155       | DMI 2.0 PCIe 3.0∗ | Až do DDR3-1600 v dual channelu     |
| Mainstream (základ)        | 4 (4)          | Core i5            | 3570T              | 2,3 GHz        | 3,3 GHz        | 650 MHz      | 1150 MHz     | 6 MB     | 45 W | 31.5.2012             | $205                  | LGA 1155       | DMI 2.0 PCIe 3.0∗ | Až do DDR3-1600 v dual channelu     |
| Mainstream (základ)        | 4 (4)          | Core i5            | 3550               | 3,3 GHz        | 3,7 GHz        | 650 MHz      | 1150 MHz     | 6 MB     | 77 W | 23.4.2012             | $205                  | LGA 1155       | DMI 2.0 PCIe 3.0∗ | Až do DDR3-1600 v dual channelu     |
| Mainstream (základ)        | 4 (4)          | Core i5            | 3550S              | 3,0 GHz        | 3,7 GHz        | 650 MHz      | 1150 MHz     | 6 MB     | 65 W | 23.4.2012             | $205                  | LGA 1155       | DMI 2.0 PCIe 3.0∗ | Až do DDR3-1600 v dual channelu     |
| Mainstream (základ)        | 4 (4)          | Core i5            | 3475S              | 2,9 GHz        | 3,6 GHz        | 650 MHz      | 1100 MHz     | 6 MB     | 65 W | 31.5.2012             | $201                  | LGA 1155       | DMI 2.0 PCIe 3.0∗ | Až do DDR3-1600 v dual channelu     |
| Mainstream (základ)        | 4 (4)          | Core i5            | 3470               | 3,2 GHz        | 3,6 GHz        | 650 MHz      | 1100 MHz     | 6 MB     | 77 W | 31.5.2012             | $184                  | LGA 1155       | DMI 2.0 PCIe 3.0∗ | Až do DDR3-1600 v dual channelu     |
| Mainstream (základ)        | 4 (4)          | Core i5            | 3470S              | 2,9 GHz        | 3,6 GHz        | 650 MHz      | 1100 MHz     | 6 MB     | 65 W | 31.5.2012             | $184                  | LGA 1155       | DMI 2.0 PCIe 3.0∗ | Až do DDR3-1600 v dual channelu     |
| Mainstream (základ)        | 2 (4)          | Core i5            | 3470T              | 2,9 GHz        | 3,6 GHz        | 650 MHz      | 1100 MHz     | 3 MB     | 35 W | 31.5.2012             | $184                  | LGA 1155       | DMI 2.0 PCIe 3.0∗ | Až do DDR3-1600 v dual channelu     |
| Mainstream (základ)        | 4 (4)          | Core i5            | 3450               | 3,1 GHz        | 3,5 GHz        | 650 MHz      | 1100 MHz     | 6 MB     | 77 W | 23.4.2012             | $184                  | LGA 1155       | DMI 2.0 PCIe 3.0∗ | Až do DDR3-1600 v dual channelu     |
| Mainstream (základ)        | 4 (4)          | Core i5            | 3450S              | 2,8 GHz        | 3,5 GHz        | 650 MHz      | 1100 MHz     | 6 MB     | 65 W | 23.4.2012             | $184                  | LGA 1155       | DMI 2.0 PCIe 3.0∗ | Až do DDR3-1600 v dual channelu     |
| Mainstream (základ)        | 4 (4)          | Core i5            | 3350P              | 3,1 GHz        | 3,3 GHz        | N/A          | N/A          | 6 MB     | 69 W | 3.9.2012              | $177                  | LGA 1155       | DMI 2.0 PCIe 3.0∗ | Až do DDR3-1600 v dual channelu     |
| Mainstream (základ)        | 4 (4)          | Core i5            | 3330               | 3,0 GHz        | 3,2 GHz        | 650 MHz      | 1050 MHz     | 6 MB     | 77 W | Září 2012             | $187                  | LGA 1155       | DMI 2.0 PCIe 3.0∗ | Až do DDR3-1600 v dual channelu     |
| Mainstream (základ)        | 4 (4)          | Core i5            | 3330S              | 2,7 GHz        | 3,2 GHz        | 650 MHz      | 1050 MHz     | 6 MB     | 65 W | Září 2012             | $182                  | LGA 1155       | DMI 2.0 PCIe 3.0∗ | Až do DDR3-1600 v dual channelu     |
| Mainstream (základ)        | 2 (4)          | Core i3            | 3240               | 3,4 GHz        | N/A            | 650 MHz      | 1050 MHz     | 3 MB     | 55 W | Září 2012             | $138                  | LGA 1155       | DMI 2.0 PCIe 2.0  | Až do DDR3-1600 v dual channelu ECC |
| Mainstream (základ)        | 2 (4)          | Core i3            | 3225               | 3,3 GHz        | N/A            | 650 MHz      | 1050 MHz     | 3 MB     | 55 W | Září 2012             | $134                  | LGA 1155       | DMI 2.0 PCIe 2.0  | Až do DDR3-1600 v dual channelu ECC |
| Mainstream (základ)        | 2 (4)          | Core i3            | 3220               | 3,3 GHz        | N/A            | 650 MHz      | 1050 MHz     | 3 MB     | 55 W | Září 2012             | $117                  | LGA 1155       | DMI 2.0 PCIe 2.0  | Až do DDR3-1600 v dual channelu ECC |
| Lowend                     | 2 (2)          | Pentium G          | G2140              | 3,3 GHz        | N/A            | 650 MHz      | 1050 MHz     | 3 MB     | 55 W | 9.6.2013              | $93                   | LGA 1155       | DMI 2.0 PCIe 2.0  | Až do DDR3-1600 v dual channelu     |
| Lowend                     | 2 (2)          | Pentium G          | G2130              | 3,2 GHz        | N/A            | 650 MHz      | 1050 MHz     | 3 MB     | 55 W | 20.1.2013             | $82                   | LGA 1155       | DMI 2.0 PCIe 2.0  | Až do DDR3-1600 v dual channelu     |
| Lowend                     | 2 (2)          | Pentium G          | G2120              | 3,1 GHz        | N/A            | 650 MHz      | 1050 MHz     | 3 MB     | 55 W | 2.8.2012              | $82                   | LGA 1155       | DMI 2.0 PCIe 2.0  | Až do DDR3-1600 v dual channelu     |
| Lowend                     | 2 (2)          | Pentium G          | G2100T             | 2,6 GHz        | N/A            | 650 MHz      | 1050 MHz     | 3 MB     | 35 W | 2.8.2012              | $75                   | LGA 1155       | DMI 2.0 PCIe 2.0  | Až do DDR3-1600 v dual channelu     |
| Lowend                     | 2 (2)          | Pentium G          | G2030              | 3,0 GHz        | N/A            | 650 MHz      | 1050 MHz     | 3 MB     | 65 W | 9.6.2013              | $64                   | LGA 1155       | DMI 2.0 PCIe 2.0  | Až do DDR3-1333 v dual channelu     |
| Lowend                     | 2 (2)          | Pentium G          | G2020              | 2,9 GHz        | N/A            | 650 MHz      | 1050 MHz     | 3 MB     | 65 W | 20.1.2013             | $64                   | LGA 1155       | DMI 2.0 PCIe 2.0  | Až do DDR3-1333 v dual channelu     |
| Lowend                     | 2 (2)          | Pentium G          | G2010              | 2,8 GHz        | N/A            | 650 MHz      | 1050 MHz     | 3 MB     | 65 W | 20.1.2013             | $64                   | LGA 1155       | DMI 2.0 PCIe 2.0  | Až do DDR3-1333 v dual channelu     |
| Lowend                     | 2 (2)          | Pentium G          | G2030T             | 2,6 GHz        | N/A            | 650 MHz      | 1050 MHz     | 3 MB     | 35 W | 9.6.2013              | $64                   | LGA 1155       | DMI 2.0 PCIe 2.0  | Až do DDR3-1333 v dual channelu     |
| Lowend                     | 2 (2)          | Pentium G          | G2020T             | 2,5 GHz        | N/A            | 650 MHz      | 1050 MHz     | 3 MB     | 35 W | 20.1.2013             | $64                   | LGA 1155       | DMI 2.0 PCIe 2.0  | Až do DDR3-1333 v dual channelu     |
| Lowend                     | 2 (2)          | Celeron G          | G1620              | 2,7 GHz        | N/A            | 650 MHz      | 1050 MHz     | 2 MB     | 55 W | 20.1.2013             | $52                   | LGA 1155       | DMI 2.0 PCIe 2.0  | Až do DDR3-1333 v dual channelu     |
| Lowend                     | 2 (2)          | Celeron G          | G1610              | 2,6 GHz        | N/A            | 650 MHz      | 1050 MHz     | 2 MB     | 55 W | 20.1.2013             | $42                   | LGA 1155       | DMI 2.0 PCIe 2.0  | Až do DDR3-1333 v dual channelu     |
| Lowend                     | 2 (2)          | Celeron G          | G1610T             | 2,3 GHz        | N/A            | 650 MHz      | 1050 MHz     | 2 MB     | 35 W | 20.1.2013             | $42                   | LGA 1155       | DMI 2.0 PCIe 2.0  | Až do DDR3-1333 v dual channelu     |

∗ Je třeba kompatibilní základní deska
Význam přípon:
- K – Odemčený (možno měnit násobič do 63)
- S – Optimalizovaný výkon (nízká spotřeba 65W TDP)
- T – Optimalizovaná spotřeba (ultra nízká spotřeba 35-45W TDP)
- P – Bez integrovaného grafického jádra (Grafické jádro Intel HD Graphics není součást procesoru)

### Serverové procesory
| Cílení    | Jader (Vláken) | Označení procesoru | Označení procesoru | Takt procesoru | Takt procesoru | Takt grafiky | Takt grafiky | L2 Cache  | L3 Cache | TDP  | Datum začátku prodeje | Cena dle Intelu | Základní deska | Základní deska | Základní deska                      |
| Cílení    | Jader (Vláken) | Označení procesoru | Označení procesoru | Základ         | Turbo          | Základ       | Turbo        | L2 Cache  | L3 Cache | TDP  | Datum začátku prodeje | Cena dle Intelu | Socket         | Rozhraní       | Paměť                               |
| --------- | -------------- | ------------------ | ------------------ | -------------- | -------------- | ------------ | ------------ | --------- | -------- | ---- | --------------------- | --------------- | -------------- | -------------- | ----------------------------------- |
| 1P Server | 4 (8)          | Xeon E3            | 1290 v2            | 3,7 GHz        | 4,1 GHz        | N/A          | N/A          | 4× 256 KB | 8 MB     | 87 W | 14.5.2012             | $885            | LGA 1155       | DMI 2.0        | Až do DDR3-1600 v dual channelu ECC |
| 1P Server | 4 (8)          | Xeon E3            | 1280 v2            | 3,6 GHz        | 4,0 GHz        | N/A          | N/A          | 4× 256 KB | 8 MB     | 69 W | 14.5.2012             | $623            | LGA 1155       | DMI 2.0        | Až do DDR3-1600 v dual channelu ECC |
| 1P Server | 4 (8)          | Xeon E3            | 1275 v2            | 3,5 GHz        | 3,9 GHz        | 650 MHz      | 1,25 GHz     | 4× 256 KB | 8 MB     | 77 W | 14.5.2012             | $350            | LGA 1155       | DMI 2.0        | Až do DDR3-1600 v dual channelu ECC |
| 1P Server | 4 (8)          | Xeon E3            | 1270 v2            | 3,5 GHz        | 3,9 GHz        | N/A          | N/A          | 4× 256 KB | 8 MB     | 69 W | 14.5.2012             | $339            | LGA 1155       | DMI 2.0        | Až do DDR3-1600 v dual channelu ECC |
| 1P Server | 4 (8)          | Xeon E3            | 1265L v2           | 2,5 GHz        | 3,5 GHz        | 650 MHz      | 1,15 GHz     | 4× 256 KB | 8 MB     | 45 W | 14.5.2012             | $305            | LGA 1155       | DMI 2.0        | Až do DDR3-1600 v dual channelu ECC |
| 1P Server | 4 (8)          | Xeon E3            | 1245 v2            | 3,4 GHz        | 3,8 GHz        | 650 MHz      | 1,25 GHz     | 4× 256 KB | 8 MB     | 77 W | 14.5.2012             | $273            | LGA 1155       | DMI 2.0        | Až do DDR3-1600 v dual channelu ECC |
| 1P Server | 4 (8)          | Xeon E3            | 1240 v2            | 3,4 GHz        | 3,8 GHz        | N/A          | N/A          | 4× 256 KB | 8 MB     | 69 W | 14.5.2012             | $261            | LGA 1155       | DMI 2.0        | Až do DDR3-1600 v dual channelu ECC |
| 1P Server | 4 (8)          | Xeon E3            | 1230 v2            | 3,3 GHz        | 3,7 GHz        | N/A          | N/A          | 4× 256 KB | 8 MB     | 69 W | 14.5.2012             | $230            | LGA 1155       | DMI 2.0        | Až do DDR3-1600 v dual channelu ECC |
| 1P Server | 4 (4)          | Xeon E3            | 1225 v2            | 3,2 GHz        | 3,6 GHz        | 650 MHz      | 1,25 GHz     | 4× 256 KB | 8 MB     | 77 W | 14.5.2012             | $224            | LGA 1155       | DMI 2.0        | Až do DDR3-1600 v dual channelu ECC |
| 1P Server | 4 (4)          | Xeon E3            | 1220 v2            | 3,1 GHz        | 3,5 GHz        | N/A          | N/A          | 4× 256 KB | 8 MB     | 69 W | 14.5.2012             | $203            | LGA 1155       | DMI 2.0        | Až do DDR3-1600 v dual channelu ECC |
| 1P Server | 2 (4)          | Xeon E3            | 1220L v2           | 2,3 GHz        | 3,5 GHz        | N/A          | N/A          | 2× 256 KB | 3 MB     | 17 W | 14.5.2012             | $189            | LGA 1155       | DMI 2.0        | Až do DDR3-1600 v dual channelu ECC |

Poznámka: Další high-endové serverové procesory založené na architektuře Ivy Bridge, s kódovým označením Ivytown, se na trh dostanou v roce 2013 při obvyklém jednoročním intervalu mezi desktopovými a serverovými procesory.

### Notebookové procesory
| Cílení      | Jader (Vláken) | Označení procesoru | Označení procesoru | Programovatelné TDP | Programovatelné TDP | Programovatelné TDP | CPU Turbo | Takt grafiky | Takt grafiky | L3 Cache | Datum začátku prodeje | Cena dle Intelu |
| Cílení      | Jader (Vláken) | Označení procesoru | Označení procesoru | Snížené TDP         | Základní TDP        | Zvýšené TDP         | 1-jádro   | Základ       | Turbo        | L3 Cache | Datum začátku prodeje | Cena dle Intelu |
| ----------- | -------------- | ------------------ | ------------------ | ------------------- | ------------------- | ------------------- | --------- | ------------ | ------------ | -------- | --------------------- | --------------- |
| Performance | 4 (8)          | Core i7            | 3920XM             | 45W / ?GHz          | 55W / 2,9 GHz       | 65W / ?GHz          | 3,8 GHz   | 650 MHz      | 1300 MHz     | 8 MB     | 23.4.2012             | $1096           |
| Performance | 4 (8)          | Core i7            | 3820QM             | N/A                 | 45W / 2,7 GHz       | N/A                 | 3,7 GHz   | 650 MHz      | 1250 MHz     | 8 MB     | 23.4.2012             | $568            |
| Performance | 4 (8)          | Core i7            | 3720QM             | N/A                 | 45W / 2,6 GHz       | N/A                 | 3,6 GHz   | 650 MHz      | 1250 MHz     | 6 MB     | 23.4.2012             | $378            |
| Performance | 4 (8)          | Core i7            | 3615QM             | N/A                 | 45W / 2,3 GHz       | N/A                 | 3,3 GHz   | 650 MHz      | 1200 MHz     | 6 MB     | 23.4.2012             | $378            |
| Performance | 4 (8)          | Core i7            | 3612QM             | N/A                 | 35W / 2,1 GHz       | N/A                 | 3,1 GHz   | 650 MHz      | 1100 MHz     | 6 MB     | 23.4.2012             | $378            |
| Performance | 4 (8)          | Core i7            | 3610QM             | N/A                 | 45W / 2,3 GHz       | N/A                 | 3,3 GHz   | 650 MHz      | 1100 MHz     | 6 MB     | 23.4.2012             | $378            |
| Mainstream  | 2 (4)          | Core i7            | 3667U              | 14W / ? GHz         | 17W / 2,0 GHz       | 25W / 2,5 GHz       | 3,2 GHz   | 350 MHz      | 1150 MHz     | 4 MB     | 31.5.2012             | $346            |
| Mainstream  | 2 (4)          | Core i7            | 3517U              | 14W / 0,9 GHz       | 17W / 1,9 GHz       | 25W / 2,9 GHz       | 3,0 GHz   | 350 MHz      | 1150 MHz     | 4 MB     | 31.5.2012             | $346            |
| Mainstream  | 2 (4)          | Core i7            | 3520M              | N/A                 | 35W / 2,9 GHz       | N/A                 | 3,6 GHz   | 650 MHz      | 1250 MHz     | 4 MB     | 31.5.2012             | $346            |
| Mainstream  | 2 (4)          | Core i5            | 3360M              | N/A                 | 35W / 2,8 GHz       | N/A                 | 3,5 GHz   | 650 MHz      | 1200 MHz     | 3 MB     | 31.5.2012             | $266            |
| Mainstream  | 2 (4)          | Core i5            | 3320M              | N/A                 | 35W / 2,6 GHz       | N/A                 | 3,3 GHz   | 650 MHz      | 1200 MHz     | 3 MB     | 31.5.2012             | $225            |
| Mainstream  | 2 (4)          | Core i5            | 3210M              | N/A                 | 35W / 2,5 GHz       | N/A                 | 3,1 GHz   | 650 MHz      | 1100 MHz     | 3 MB     | 31.5.2012             | $225            |
| Mainstream  | 2 (4)          | Core i5            | 3427U              | 14W / ? GHz         | 17W / 1,8 GHz       | 25W / 2,3 GHz       | 2,8 GHz   | 350 MHz      | 1150 MHz     | 3 MB     | 31.5.2012             | $225            |
| Mainstream  | 2 (4)          | Core i5            | 3317U              | 14W / ? GHz         | 17W / 1,7 GHz       | N/A                 | 2,6 GHz   | 350 MHz      | 1050 MHz     | 3 MB     | 31.5.2012             | $225            |
| Mainstream  | 2 (4)          | Core i3            | 3217U              | 14W / ? GHz         | 17W / 1,8 GHz       | N/A                 | N/A       | 350 MHz      | 1050 MHz     | 3 MB     | 31.5.2012             | $225            |
| Mainstream  | 2 (4)          | Core i3            | 3110M              | N/A                 | 35W / 2,4 GHz       | N/A                 | N/A       | 650 MHz      | 1000 MHz     | 3 MB     | 31.5.2012             | $225            |

- M – Notebookový CPU
- Q – Čtyřjádrový
- U – ULV (Ultra-low-voltage | Snížená spotřeba)
- X – tzv. "Extrémní" – nejsilnější CPU

## Přehřívání při OC
Procesory Ivy Bridge nemají na rozdíl od Sandy Bridge jádro k heatspreaderu napájené, ale je zde použita obyčejná teplovodivá pasta, která má horší tepelnou vodivost. To při vyšším přetaktování může vést až k 20 °C tepelnému rozdílu. Toto je rozebráno na japonském serveru Impress PC Watch, v češtině např. zde.